# 엘리오도로 카스타뇨 페드로사
엘리오도로 카스타뇨 페드로사(스페인어: Heliodoro Castaño Pedrosa; 1933년 4월 5일, 스페인령 모로코 알카사키비르 ~ 2019년 9월 25일, 발렌시아 주 발렌시아)는 스페인의 전 축구 선수이다. 그는 현역 시절 공격수로 활약했다. 그는 레알 마드리드에서 1년간 활약하며 초대 유러피언컵 우승의 공을 세우기도 했다.

## 경력
테르세라 디비시온 라라슈에서 축구를 시작한 카스타뇨는 아프리카에서 발렌시아의 위성 구단이었던 메스타야로 이적하면서 스페인 본토로 둥지를 옮겼다. 신예 시절, 그는 아프리카 대륙으로 다시 건너가 탕헤르의 에스파냐 탕헤르에서 활약하며 1954-55 시즌에 세군다 디비시온 득점왕에 등극했다.
성공 가도를 달리던 그는 레알 마드리드의 주목을 사로잡았고, 이후 1955-56 시즌에 스페인의 수도에서 활약했다. 하얀 군단 일원으로, 그는 초대 유러피언컵을 들어올렸다. 이 과정에서, 그는 파르티잔과의 8강 1차전 경기에서 선제골을 기록하기도 했다.
1956년, 그는 하엔으로 이적해 1957년까지 활약했다. 1958년, 그는 베티스로 이적했다. 그는 세비야 연고 구단 소속으로 1962년까지 활약했다. 이후, 그는 코르도바로 이적해 말년을 보내고 1963년에 현역에서 은퇴했다.

## 수상
레알 마드리드
- 유러피언컵: 1955–56